# Kupinovac (Belovár)
Kupinovac falu Horvátországban Belovár-Bilogora megyében. Közigazgatásilag Belovár községhez tartozik.

## Fekvése
Belovártól légvonalban 7, közúton 8 km-re északkeletre, a Bilo-hegység délnyugati lejtőin, a Velika Dobrovita-patak völgye feletti magaslaton fekszik.

## Története
A falu akkor keletkezett, amikor a török uralom után a 17. századtól a területre folyamatosan telepítették be a keresztény lakosságot. A település 1774-ben az első katonai felmérés térképén a falu „Dorf Kupinovecz” néven szerepel. A település katonai közigazgatás idején a szentgyörgyi ezredhez tartozott. Lipszky János 1808-ban Budán kiadott repertóriumában „Kupinovecz” néven szerepel.  
Nagy Lajos 1829-ben kiadott művében „Kupinovecz” néven 36 házzal, 81 katolikus, 145 ortodox vallású lakossal találjuk.
A katonai közigazgatás megszüntetése után Magyar Királyságon belül Horvátország részeként, Belovár-Kőrös vármegye Belovári járásának része volt. 1857-ben 89, 1910-ben 156 lakosa volt. Az 1910-es népszámlálás szerint lakosságának 78%-a szerb, 22%-a horvát anyanyelvű volt. 1918-ban az új szerb-horvát-szlovén állam, majd később Jugoszlávia része lett. 1941 és 1945 között a németbarát Független Horvát Államhoz, majd a háború után a szocialista Jugoszláviához tartozott. A háború után a fiatalok elvándorlása miatt lakossága folyamatosan csökkent. 1991-től a független Horvátország része. 1991-ben lakosságának 69%-a horvát, 15%-a szerb nemzetiségű volt. 2011-ben a településnek 144 lakosa volt.

## Lakossága
| Lakosság változása | Lakosság változása | Lakosság változása | Lakosság változása | Lakosság változása | Lakosság változása | Lakosság változása | Lakosság változása | Lakosság változása | Lakosság változása | Lakosság változása | Lakosság változása | Lakosság változása | Lakosság változása | Lakosság változása | Lakosság változása |
| ------------------ | ------------------ | ------------------ | ------------------ | ------------------ | ------------------ | ------------------ | ------------------ | ------------------ | ------------------ | ------------------ | ------------------ | ------------------ | ------------------ | ------------------ | ------------------ |
| 1857               | 1869               | 1880               | 1890               | 1900               | 1910               | 1921               | 1931               | 1948               | 1953               | 1961               | 1971               | 1981               | 1991               | 2001               | 2011               |
| 89                 | 92                 | 99                 | 115                | 154                | 156                | 171                | 233                | 227                | 226                | 220                | 211                | 193                | 165                | 170                | 144                |

## Nevezetességei
A Legszentebb Istenanya Születése tiszteletére szentelt pravoszláv temploma a főutca nyugati oldalán egy magaslaton áll. A templom már a 18. században állt. Egyhajós épület keletre néző, sokszögű szentéllyel. Harangtornya a nyugati homlokzat felett áll, piramis alakú toronysisak fedi.